# The Eyes of Alice Cooper
The Eyes of Alice Cooper ist das am 23. September 2003 erschienene 23. Studioalbum und 16. Soloalbum des US-amerikanischen Rockmusikers Alice Cooper.

## Hintergrund
Alice Cooper hatte mit Brutal Planet und Dragontown in den Jahren 1999 und 2001 seine wohl härtesten Alben mit partiell New-Metal-lastigen Gitarrenklängen veröffentlicht. Cooper selbst hatte die Notwendigkeit betont, sie wegen ihrer „gesellschaftspolitischen und rebellischen Inhalte“ mit einem „mächtigen, bedrohlichen Sound“ zu versehen, der „darüber hinaus zweifellos als Produkt des neuen Millenniums identifizierbar“ sei. Es handele sich bei beiden Alben um „vertonte Endzeitdramen - Action-Filme mit düsteren Science Fiction-Visionen, flankiert von einem aufwändigen Soundtrack.“ Klanglich orientierte sich Cooper daher an Bands wie Rage Against the Machine, Korn oder Limp Bizkit.
Mit The Eyes of Alice Cooper vollzog er dann eine Kehrtwende zu den Klängen der siebziger Jahre. Neben seinen Bandkollegen, zu denen neben den Gitarristen Ryan Roxy und Eric Dover auch der Bassist Chuck Garric, Keyboarder Teddy „ZigZag“ Andreadis und der Schlagzeuger Eric Singer gehörten, gesellte sich für den Song Detroit City der MC5-Gitarrist Wayne Kramer als Gastmusiker hinzu. In einzelnen Songs verwendete Saxophone, Klarinetten und „andere Instrumente“ (Angabe in den Credits) wurden von Scott Gilman gespielt, und Coopers Tochter Calico steuerte Thereminklänge und Backing Vocals bei.

## Titelliste
| Nr.          | Titel                            | Autor(en)                             | Länge |
| ------------ | -------------------------------- | ------------------------------------- | ----- |
| 1.           | What Do You Want From Me?        | Alice Cooper / Eric Dover / Ryan Roxy | 3:24  |
| 2.           | Between High School & Old School | Cooper / Dover / Roxy                 | 3:01  |
| 3.           | Man of the Year                  | Cooper / Dover / Roxy                 | 2:51  |
| 4.           | Novocaine                        | Cooper / Dover / Roxy                 | 3:07  |
| 5.           | Bye Bye Baby                     | Cooper / Dover / Roxy                 | 3:27  |
| 6.           | Be With You Awhile               | Cooper / Dover                        | 4:17  |
| 7.           | Detroit City                     | Cooper / Roxy / Chuck Garric          | 3:58  |
| 8.           | Spirits Rebellious               | Cooper / Dover / Roxy                 | 3:35  |
| 9.           | This House is Haunted            | Cooper / Dover / Roxy                 | 3:30  |
| 10.          | Love Should Never Feel Like This | Cooper / Dover / Roxy                 | 3:32  |
| 11.          | The Song That Didn't Rhyme       | Cooper / Dover / Roxy                 | 3:17  |
| 12.          | I'm so Angry                     | Cooper / Dover / Roxy                 | 3:36  |
| 13.          | Backyard Brawl                   | Cooper / Dover / Roxy                 | 2:36  |
| Gesamtlänge: | Gesamtlänge:                     | Gesamtlänge:                          | 44:11 |

## Rezeption
Im Gegensatz zu den relativ erfolgreichen Vorgängeralben fiel The Eyes of Alice Cooper kommerziell ab. In Deutschland erreichte es Platz 78 der Album-Charts, in Großbritannien wurde es gar nicht notiert, und in den USA reichte es nur zu Platz 184 in den Billboard 200.
Rolling Stone schrieb: Alice Cooper zu hören, ohne seine Show zu sehen, sei „wie Roastbeef ohne Remoulade“ – es fehle einfach etwas. Man wolle „die Zwangsjacken und Guillotines bestaunen, über Alices Kommentare lachen“ – man wolle „einfach alles.“ Bei The Eyes of Alice Cooper bekomme man „immerhin wunderbar altmodische, eingängige Rocksongs, gewohnt böse gesungen.“ In Between High School & Old School nehme sich „der Alte wieder einmal selbst auf die Schippe,“ um in Detroit City dann aufzuklären, welchen Rang er sich zuschreibe. „Keine falsche Bescheidenheit, der Mann gehört neben die ganz Großen“ „Die herzigen Balladen“ gebe es natürlich auch wieder, aber Be With You Awhile spare sich „jeglichen Sarkasmus - das sei neu, im Gegensatz zum Rest.“ Der sei „einfach gut, auch wenn man sich die Show dazudenken“ müsse.
Rock Hard meinte, nach den von Bob Marlette co-komponierten und „ausgesprochen modern und bombastisch produzierten letzten Hammeralben“ Brutal Planet und Dragontown schalte Cooper einen Gang zurück. The Eyes Of Alice Cooper klinge „erstaunlich naturbelassen“ und erinnere „mit seinen ungestümen Rotzrock-Vibes an die Siebziger-Alben des Grusel-Altmeisters.“ Zu „roh sägenden Rock´n´Roll-Gitarren und Eric Singers gewohnt makellosem Power-Drumming“ tauche Alice in „seine eigene Vergangenheit ein“ und beweise, dass seine „gewohnt intelligent-unterhaltsamen Songtexte (Highlights: das bitterböse Man Of The Year und das tragikomische The Song That Didn’t Rhyme) auch anno 2003 noch in einem simplen Heavy-Blues-Umfeld“ funktionierten. Als Problem bezeichnete der Rezensent, dass Coopers Gitarristen Eric Dover und Ryan Roxie „Bob Marlette als Songwriting-Partner nicht ersetzen“ könnten. The Eyes Of Alice Cooper gefalle „mit kerniger Rock-Urgewalt“ und fahre „durchweg gute Kompositionen auf,“ die „absoluten Zungenschnalzer-Sahnehauben der letzten Scheiben“ fehlten allerdings. Es bleibe dabei: Alice Cooper klinge „immer dann am besten, wenn er sich von außenstehenden Komponisten unter die Arme greifen“ lasse.